# Rogelio Romero
Rogelio Romero Torres (23 de febrero de 1995; Ciudad Juárez, Chihuahua) es un boxeador mexicano. 
Ganó la medalla de bronce en los Juegos Centroamericanos y del Caribe en 2014 y 2018, así como en los Juegos panamericanos 2015 y 2019. Obtuvo una cuota para los Juegos Olímpicos de Tokio 2020.
En mayo de 2023, ganó medalla de bronce en el Campeonato Mundial de Boxeo Aficionado de 2023 realizado en Taskent, Uzbekistán, en la categoría -86 kilos.

## Resultados en los Juegos Centroamericanos

### Veracruz 2014
- En preliminares venció al dominicano Luis Alfredo Ramírez.
- En cuartos de final derrotó al haitiano Sony Arnaud por un puntaje de 2-1.
- En semifinales es eliminado por el medallista olímpico cubano Julio César La Cruz por nocaut técnico.

### Barranquilla 2018
- En cuartos de final derrotó al guatemalteco José Virula por una puntuación de 5-1.
- En semifinales derrotó al nicaragüense Osmar Bravo por detención del árbitro.
- En la final fue derrotado por el cubano Julio César La Cruz por una puntuación de 5-0.

## Resultados en los Juegos Panamericanos

### Toronto 2015
- En cuartos de final derrotó al costarricence José Moya en cuartos de final por un puntaje de 3-0.[4]
- En semifinales fue eliminado por el venezolano Albert Ramírez Durán por una puntuación de 3-0.[5]

### Lima 2019
- Fue derrotado por el brasileño Keno Machado en semifinales por un puntaje de 0-5.

## Juegos Olímpicos
Participó en los Juegos Olímpicos de Tokio 2020 en la categoría de peso semipesado, logrando el quinto puesto en la competición y obteniendo los siguientes resultados:
- En la fase preliminar, logró una victoria al vencer al croata Luka Plantić por decisión dividida.
- En los cuartos de final, fue eliminado por el púgil cubano Arlen López por decisión unánime.

## Resultados de Taskent 2023
- En octavos de final venció al tayiko Parviz Karimov por una puntuación de 5-0.
- En cuartos de final derrotó al cubano Nelson Williams por una puntuación de 5-0.
- Fue eliminado en semifinales por el eventual campeón Sharabutdin Atáyev por un puntaje de 0-5.